# DSA-152
La DSA-152 es una carretera perteneciente a la Red Secundaria de la Diputación Provincial de Salamanca que une la  SA-114  con la localidad de La Lurda.

## Origen y Destino
La carretera  DSA-152  tiene su origen en Garcihernández en la intersección con la carretera  SA-114 , y termina en el casco urbano de La Lurda, formando parte de la Red de carreteras de Salamanca.